# Natalja Lebeděvová
Natalja Lebeděvová (rusky Ната́лья Васи́льевна Ле́бедева; * 24. srpna 1949 Moskva) je bývalá sovětská atletka, která startovala hlavně na 100 m překážek.
Startovala za Sovětský svaz v letních olympijských hrách 1976 v Montrealu v Kanadě na 100 metrů překážek, kde získala bronzovou medaili.